# Francisco Balagtas
Francisco Balagtas (ur. 2 kwietnia 1788 w Panginay, zm. 20 lutego 1862 w Udyong) – filipiński poeta zwany księciem poetów tagalskich.

## Życiorys
Urodził się w Panginay w Bigaa w prowincji Bulacan w ówczesnych Hiszpańskich Indiach Wschodnich. Był synem Juana Balagtasa i Juany Cruz. Jako dziecko wysłany został przez matkę do dalekiego krewnego zamieszkującego w manilskiej Tondzie. Opłacał on podstawową edukację chłopca w zamian za pomoc w sprawunkach domowych. Balagtas podjął studia na Colegio de San Jose oraz Colegio de San Juan de Letran. Rozpoczynając edukację w pierwszej z tych instytucji, zmienił swe nazwisko na Baltazar z nie do końca jasnych powodów. To samo nazwisko towarzyszyło mu zresztą i później, pojawiając się choćby w dokumencie potwierdzającym zawarcie przezeń małżeństwa w 1842.
W 1835 zakochał się w Marii Asuncion Riverze, należącej do zamożnego klanu z Pandacanu. Wywarła ona znaczny wpływ na jego aktywność twórczą. Balagtas trafił wkrótce później do więzienia, przy czym ze źródeł nie wynikają jasno przyczyny tego wydarzenia. Na wolność wyszedł w 1838, po czym przeniósł się do Udyong w prowincji Bataan. Tam też w 1842 poślubił Juanę Tiambeng, potomkinię zamożnej rodziny. Doczekał się z nią jedenaściorga dzieci. W 1856 po raz kolejny trafił do więzienia. Naraziło to jego bliskich na ogromne kłopoty, nawet jeśli owe problemy z prawem miały niemal groteskową przyczynę. Balagtasa bowiem skierowano do zakładu karnego po tym, jak z niewiadomych powodów obciął włosy słudze pewnego bogatego mężczyzny. Poeta odsiadywał wyrok początkowo w Balandze, później zaś w manilskiej Tondzie. Po odbyciu kary powrócił do Udyong, gdzie zmarł dwa lata później.

## Twórczość
Balagtasa uznaje się za inicjatora przemian w łonie rodzinnej tradycji piśmienniczej, stawiającej wreszcie za jego życia czoła presji ze strony kolonializmu oraz narzucanego przezeń języka hiszpańskiego. Z jego ogromnej spuścizny pisarskiej w całości zachowały się jedynie trzy dłuższe utwory, w tym Orosman at Zafira (1857–1860) oraz La India Elegante y el Negrito Amante (1855-1860). Najważniejszą pracą w jego dorobku twórczym jest jednak opublikowana po raz pierwszy w 1838 Florante at Laura. Ten poemat epicki, arcydzieło nie tylko samej literatury tagalskiej, ale również szerszej literatury filipińskiej, na trwałe wpisał się w świadomość zbiorową Filipińczyków. Głównie z uwagi na przemożny wpływ tego poematu na rodzimą kulturę Balagtasa określa się mianem księcia poetów tagalskich.

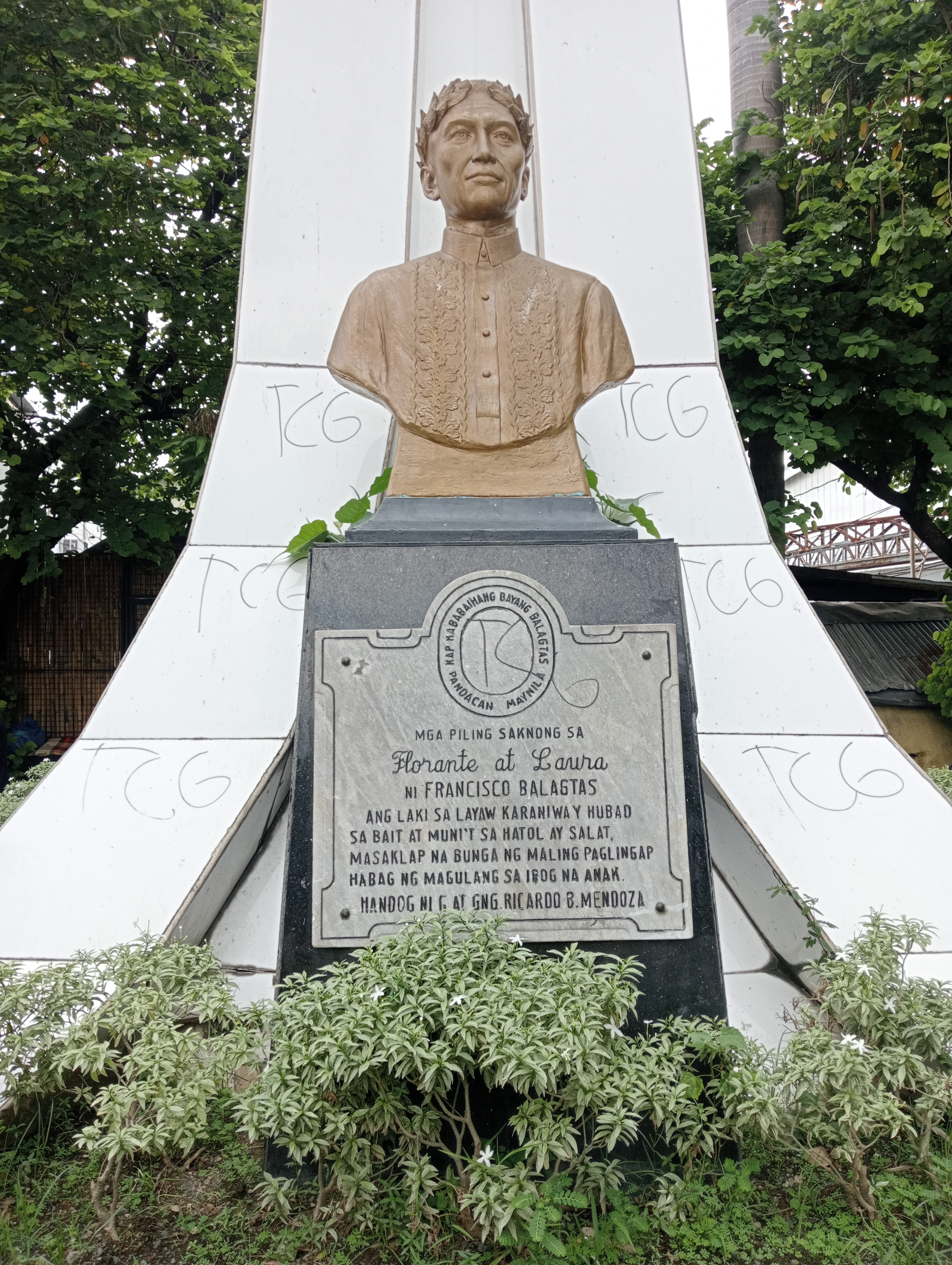
Popiersie Francisca Balagtasa w Manili

## Miejsce w literaturze tagalskiej oraz w filipińskiej historii
Zajmuje poczesne miejsce w historii literatury tagalskiej, a także w filipińskiej historii jako takiej. José Rizal przywoływał Florante at Laura na kartach swojej powieści Noli Me Tangere. Apolinario Mabini z kolei znał najważniejszy utwór Balagtasa na pamięć. Zapisał go zresztą w całości na papierze w 1901, gdy został zesłany przez okupujących Filipiny Amerykanów na Guam. Na cześć poety nazwano balagtasan, formę poetycką będącą rodzajem wierszowanej debaty między twórcami. W życiu literackim Filipin pojawiła się ona w 1924. Za zorganizowaniem pierwszej sesji balagtasanu stało manilskie stowarzyszenie Aklatang Bayan. W 2020 prezydent Rodrigo Duterte ogłosił rocznicę urodzin Balagtasa świętem państwowym. Jego wizerunek widniał na filipińskich monetach obiegowych o nominale 10 centavos bitych w latach 1967–1994.